# الاتجار بالجنس في اليابان
الاتجار بالجنس في اليابان هو الاتجار بالبشر لغرض الاستغلال والاستعباد الجنسي الذي يحدث في البلاد. اليابان بلد المنشأ والوجهة والعبور للأشخاص المتجر بهم جنسيًا.
يتعرض المواطنون اليابانيون، وخاصة النساء والفتيات، للاتجار بالجنس داخل اليابان وبدرجة أقل في الخارج. يتعرض الضحايا الأجانب للإتجار بالجنس داخل البلد. الأطفال والقصّر والأفراد من الأسر الفقيرة أكثر عرضة للاتجار بالجنس. يجري خداع وتهديد وإرغام ضحايا الاتجار بالجنس على ممارسة الدعارة. كثيرًا ما تصادر جوازات سفرهم ووثائقهم المصرفية. غالبًا ما يستخدم استعباد الدين. يعاني الضحايا من صدمات جسدية ونفسية. يصاب عدد منهم بأمراض تنتقل عن طريق الاتصال الجنسي نتيجة الاغتصاب ويعيشون في حالة سيئة عمومًا. يواجه بعض الضحايا الذين جرى إنقاذهم النبذ والاكتئاب و/أو الانتحار. يعتبر الابتزاز الجنسي عبر الإنترنت وإنتاج مواد إباحية للاغتصاب بالإكراه من القضايا المطروحة.
ينحدر المتاجرون من الذكور والإناث في اليابان من مجموعة واسعة من الخلفيات ومن كل طبقة اجتماعية. غالبًا ما يكون المتاجرون أعضاءً في عصابات الجريمة، من بينها عصابات الياكوزا أو بوريوكدان. يرتبط الاتجار بالجنس بصناعات الترفيه والسياحة في اليابان، ويُتجار بالنساء والفتيات في الأعمال التجارية التي تقدم الخدمات للجنود العسكريين والمتعاقدين في القوات الأمريكية باليابان. قد يستخدم المتاجرون مواقع الإنترنت والبريد الإلكتروني والتطبيقات لإغراء الضحايا. يشارك المواطنون اليابانيون في تجارة الجنس الرقمية عبر الإنترنت.
من الصعب معرفة حجم الاتجار بالجنس في اليابان بسبب الطبيعة السرية لتلك الجرائم، وحقيقة أن قلة قليلة من الحالات تصل إلى السلطات، بالإضافة لعوامل أخرى. تعرضت الحكومة اليابانية لانتقادات لافتقارها إلى جهود وقوانين مكافحة الاتجار بالجنس. قد اتُهم بعض المسؤولين اليابانيين بأنهم غير مبالين بهذه القضية.

## الأنواع

### استغلال الأطفال
تٌجبر أو تُكره الفتيات، بما في ذلك الهاربات، على ممارسة الدعارة في اليابان بعد إغرائهن. يعد إنشاء وبيع المواد الإباحية المتعلقة بالأطفال في اليابان مشكلة شائعة.
أصبح بعض الطلاب اليابانيين أطفالًا بغايا في أعمال «المواعدة في المدرسة الثانوية» في طوكيو ومدن أخرى. تُعرف شركات المواعدة هذه باسم «شركة جاي كي»، وهي إحدى الممارسات التمثيلية التي تمثل الاستغلال الجنسي في اليابان. هي عمل يقوم على المواعدة مقابل الأجر إذ تقدم الفتيات بشكل فردي خدمات المواعدة للرجال اليابانيين مقابل رسوم. تقدم «شركة جاي كي» «خيارات خفية» وجذبت أعدادًا من فتيات المدارس الثانوية لكسب أموال إضافية. تشير الدلائل إلى أن أنشطة المواعدة هذه هي مراحل تحضيرية للأشكال المحتملة لبغاء الأطفال وإساءة معاملتهم، ومع ذلك، يبدو أن هذا النوع من الأعمال مقبول ومتسامح معه اجتماعيًا. وفقًا لتقرير الاتجار بالبشر لعام 2018، حُددت 137 عملية تجارية غير منفذة في جاي كي، وقُبض على 69 شخصًا لتورطهم في أنشطة إجرامية تتعلق بشركة جاي كي.
قد أشير إلى أكيهابارا كمركز للإتجار بالأطفال جنسيًا.

### الوعود الكاذبة بفرص العمل
إلى جانب الشابات والفتيات اليابانيات، تتعرض النساء الأجنبيات اللائي يعملن في اليابان أو يهاجرن إليها للاستغلال الجنسي، وخاصة من كمبوديا وتايلاند والفلبين. غالبًا ما تصل هؤلاء الفتيات الضحايا إلى اليابان بتأشيرات إقامة قصيرة بعد إغرائهن بوعود كاذبة بفرص العمل. بمجرد وصولهن إلى اليابان، يُجبرن بعد ذلك على العمل في مجال الجنس، ومع ذلك، فإن مشاركتهم في صناعة الترفيه للبالغين تُعتبر عمومًا مشاركات طوعية مهما كانت ظروفهن. بسبب وضع التأشيرة، يحجم هؤلاء العمال الأجانب عن التماس المساعدة من السلطات المحلية لأنهم يقرون بأن التأشيرة لا تمنحهم حقوق عمل قانونية في اليابان. إلى جانب عوامل مثل الترهيب النفسي، وحواجز اللغة، والاختلافات الثقافية، تكون النساء الأجنبيات في وضع أكثر ضعفًا.